# Caitlin McGee
Caitlin McGee (New York, 9 gennaio 1988) è un'attrice e scenografa statunitense.

## Biografia
Caitlin McGee scopre la passione per la recitazione in tenera età e inizia a frequentare corsi di teatro. Dopo gli studi al Wagner College e, dopo aver partecipato a vari cortometraggi e spettacoli teatrali, nel 2014 interpreta il ruolo di Louisa in un episodio della serie televisiva Unforgettable.
Nel 2019 debutta nel cinema con il film Standing Up, Falling Down. Nello stesso anno partecipa come protagonista alla serie televisiva Bluff City Law, trasmessa dalla NBC, grazie alla quale acquista popolarità. Nel 2020 partecipa al cortometraggio Cosming Fling.

## Filmografia

### Cinema
- Standing Up, Falling Down, regia di Matt Ratner (2019)
- Plus One, regia di Jeff Chan e Andrew Rhymer (2019)

### Televisione
- Unforgettable – serie TV, episodio 3x08 (2014)
- Blue Bloods – serie TV, episodio 5x15 (2015)
- Sex&Drugs&Rock&Roll – serie TV, episodio 1x04 (2015)
- Shades of Blue – serie TV, episodi 1x10-1x11 (2016)
- Halt and Catch Fire – serie TV, episodio 3x06 (2016)
- La fantastica signora Maisel (The Marvelous Mrs. Maisel) – serie TV, episodi 1x01-1x06 (2017)
- Chicago Med – serie TV, episodio 3x08 (2018)
- Grey's Anatomy – serie TV, episodi 14x16-14x18 (2018)
- I'm Dying Up Here - Chi è di scena? (I'm Dying Up Here) – serie TV, episodio 2x02 (2018)
- You're the Worst – serie TV, episodio 5x01 (2019)
- Bluff City Law – serie TV (2019)
- Modern Love – serie TV, episodi 1x02-1x08 (2019)
- Mythic Quest – serie TV, 8 episodi (2020-2021)
- Economia domestica (Home Economics) – serie TV, 42 episodi (2021-2023)
- Mr. Monk's Last Case: A Monk Movie, regia di Randall Zisk – film TV (2023)

## Doppiatrici italiane
Nelle versioni in italiano delle opere in cui ha recitato, Laura Harris è stata doppiata da:
- Emanuela Damasio ne La fantastica signora Maisel
- Eleonora Reti in Grey's Anatomy
- Claudia Razzi in Bluff City Law
- Alessia Amendola in Mr. Monk's Last Case: A Monk Movie